# 顾维钧
顧維鈞（1888年1月29日—1985年11月14日），字少川，江苏省嘉定县（今上海市嘉定区）人，中華民國外交家。哥伦比亚大学法學博士，1912年任袁世凱總統英文秘書，歷任中華民國北洋政府外交總長與國務總理、署理大總統、國民政府駐法國、英國大使、駐聯合國首席代表、駐美大使、海牙國際法院副院長。1985年於美國紐約逝世，享壽97岁。

## 生平

### 早年

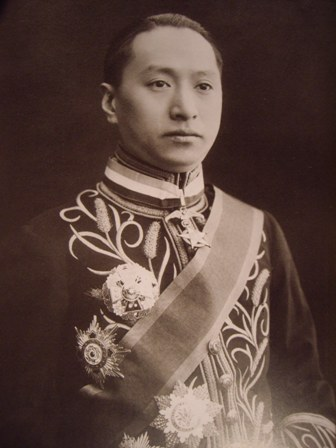
早年的顧維鈞

1888年1月29日，顾维钧生于江苏省松江府上海县小南门梭子弄，父親顧溶曾任交通銀行總裁，顧出生時在招商局工作。三歲被送去讀私塾。1899年，十歲時姐姐結婚，和姐夫蔣昌桂一起到卫理公会的上海英华书院上學，顧維鈞也跟隨姐夫到英華預科學習。1900年暑假，顧維鈞得了瘧疾因此休學，到10月病情好轉，但已經錯過了第二學期，於是在姐夫的勸說下一起報考了圣约翰书院。1904年初，聖約翰調整中國教師，學校裡也處處談論改革。施肇基的侄子施炳元和施贊元和顧同學，他們準備赴美留學，勸顧維鈞一同前往。決定之後他剪了辮子，1904年8月，由施肇基領隊和施氏三兄弟、朱榜生、孫嘉祿、楊誦清赴美。和孫嘉祿同入纽约库克学院。1905年9月，考入哥伦比亚大学，主修政治学和外交。1906年冬，五大臣出洋到美國，顧維鈞作為紐約中國學生聯誼會主席陪同他們參觀了哥大。在哥大時，顧維鈞參與法學社主辦的演講和辯論，還在《旁觀者》、《哥倫比亞月刊》擔任編輯。1908年夏，顧維鈞取道歐洲回國，奉父親之命成親，秋，返回哥大。年底，學校通知他畢業，但顧維鈞不願離開哥大，1909年初，重新註冊為法學院學生，夏，同時獲得學士和碩士學位，後繼續攻讀博士學位。1911年秋，開始認真寫作以準備博士的口試，辛亥革命時，雖然學業緊張，但仍然盡可能的了解國內的事態。1912年2月，受到唐绍仪邀請，要顧維鈞回國擔任中华民国大总统袁世凯的英文秘书兼外交秘书。3月，完成口試，4月底，經歐洲返回北京。6月初，获法学博士学位。

### 外交生涯
回國後就到內閣秘書處任職。6月，唐紹儀辭職，顧維鈞也辭去了職務，卸任後唐紹儀和顧維鈞都搬到天津居住，顧常常到唐家做客，唐也非常欣賞顧的能力。不久顧維鈞南下上海探親和唐绍仪女儿唐宝玥同行，從上海回來後二人訂婚。由唐紹儀的介紹到陸徵祥剛剛建立的外交部任職。1915年2月获悉中日“二十一条密约”，无奈之下将其洩露，以期获得舆论的支持而为中国争夺权益。同年10月赴美国任驻美公使。1915年，獲美国耶魯大學名譽法學博士。

#### 巴黎和会

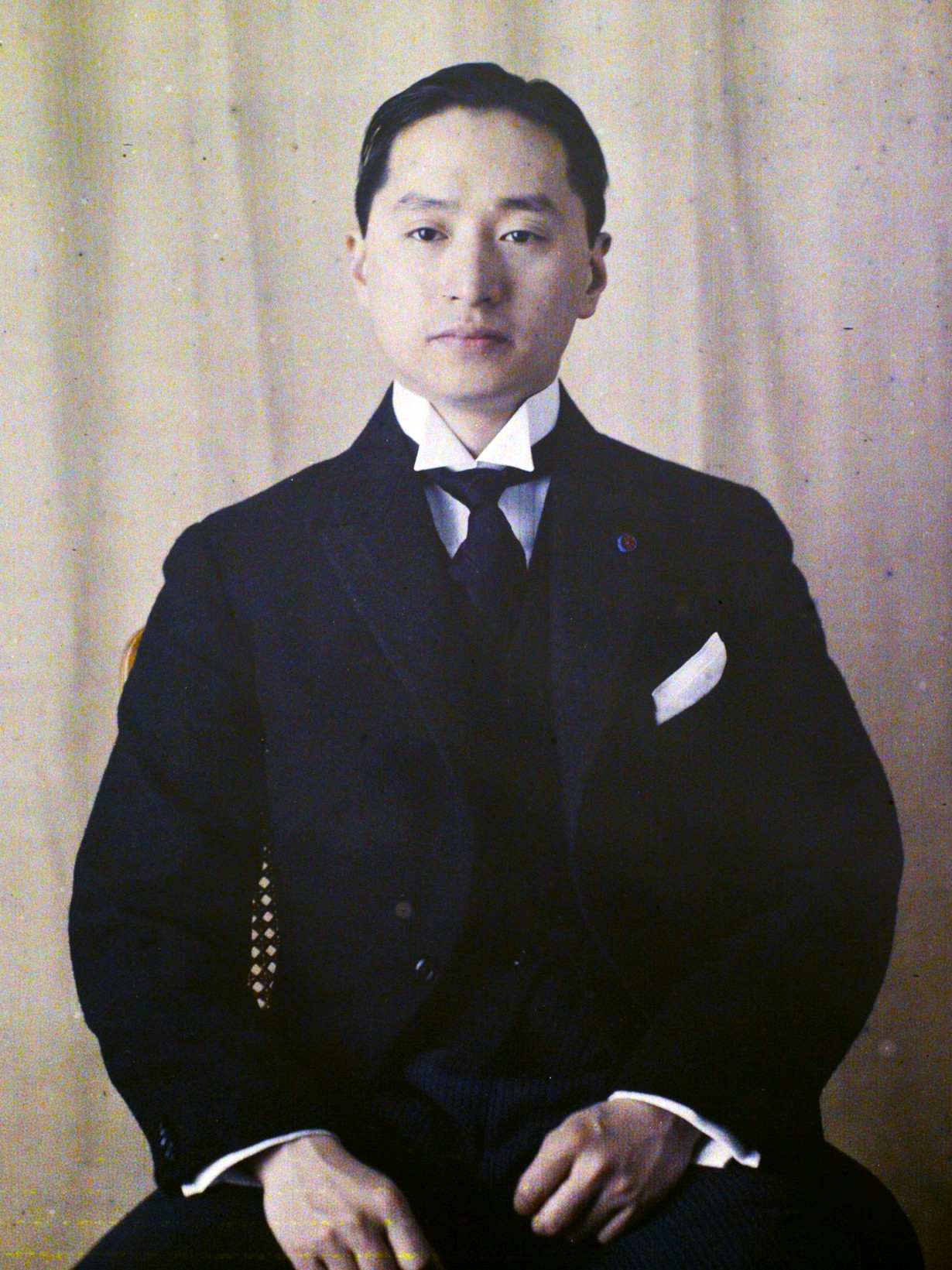
1920年的顾维钧

1919年，顾维钧作为中華民國代表团成员参加巴黎和会。会上日本政府要求以战胜国的身份接管战败国德国在中華民國山东的一切权益。顾维钧为此准备了《山东问题说帖》，力陈中国不能放弃孔夫子的诞生地山东，犹如基督徒不能放弃圣地耶路撒冷，震撼欧美代表，扭转了舆论形勢并博取列强同情。后由于意大利王國因達尔馬提亞問題而退出和会，英法美害怕日本的退出威胁生效而导致和会流产，于是将德國於山东的本有權益割让给了日本。此时中華民國代表团团长陸徵祥离开巴黎。因此顾维钧实际上暂摄团长职权，在他的主持下，中華民國代表团拒绝在《凡尔赛和约》上签字。由於顧維鈞在會中毫不退縮，與日本代表牧野伸顯雙方唇槍舌戰數十回合，完全未居於下風，讓牧野伸顯左右支絀、不能招架。使與會者震驚，獲得了三巨頭之一的美國總統伍德羅·威爾遜讚賞，連法國總理克里蒙梭、英國首相勞合喬治也佩服。克里蒙梭在其回憶錄上寫道：「顧維鈞對於日本，有如靈貓戲鼠，盡顯擒縱之巧技。」因此顧維鈞獲得「中華民國第一外交官」的美名，國際輿論盛讚。
1920年顾维钧改任驻英国公使。1921年作为中華民國政府全权代表之一，参加华盛顿会议。

#### 国务总理
1922年起，顾维钧历任北洋政府外交总长、财政总长，并于1924年和1926年两度代理内阁总理。1924年5月31日，代表中国政府和苏联政府代表加拉罕在北京签订《中苏解决悬案大纲协定》。1926年10月顾维钧代理内阁总理並署任大總統，1927年1月正式组阁任国务总理並繼續署任大總統，至6月张作霖改组军政府，顾维钧辞职，寓居天津英租界。
1928年7月国民革命军北伐胜利统一全国，顾维钧被国民政府通缉。1930年经张学良斡旋，加入国民政府，重返外交界。

#### 国联调查团
1931年“九一八”事变后，顧维钧受中国國民政府委派，参加国际联盟李顿调查团。顧维钧不畏日本阻挠甚至生命恐吓，坚持进入中国东北实地考察并且独立进行了许多工作，向调查团提出了揭露日本侵略行径的长篇备忘录，对调查团施加影响，为中国争取利益。
1936年3月，顧维钧與厲麟似、王正廷等人一同被推舉為國際聯盟中國分會——中國國聯同志會理事。
1937年1月21日，國際聯盟行政院第九十六屆會議開幕，中國代表顧維鈞任主席:5345。4月9日，國民政府特派顧維鈞為出席國際聯盟特別大會代表:5400。7月23日，國民政府特派顧維鈞、郭泰祺、錢泰為出席國際聯合會第十八屆大會代表:5513。

#### 二战前后
1941年4月，顾维钧被任命为中国驻英国大使。在按照惯例征询英方意见时，英方长时间未予答复，原因是英国驻重庆大使寇尔向英国政府建议：最好由一位国民党高级人士作驻伦敦的代表，而顾维钧不是国民党党员。因此在蒋介石的劝说和其他人的安排下，顾维钧于1942年加入中国国民党。
在时任国民政府驻英国大使的顾维钧的斡旋下，1942年1月13日，在欧洲9国发表《惩治德国暴行宣言》的当日，国民政府发表宣言，赞同其原则并以此审判日本战争暴行。
1945年6月26日，中華民國代表團赴舊金山會議，獲得签署《联合国宪章》的第一順位，顾维钧代理宋子文担任首席代表，成為第一个签署《联合国宪章》的人，其後簽署的順序分別是國民參政會主席王宠惠、中华民国驻美公使魏道明、金陵女子大学校长吴贻芳、中国青年党代表李璜、中国民主社会党代表张君劢、中国共产党代表董必武、大公报总编辑胡霖，而原定一同出席的宋子文和胡适則因事缺席。同年9月，随王世杰等人出席在英国伦敦召开的五国外长会议。
根據典藏於美國紐約哥倫比亞大學的顧維鈞檔案顯示，顧維鈞在抗戰與內戰時期曾與中共中央政治局委員鄧發等人會晤，接觸內容及結果不詳。1946年6月顧維鈞擔任中國駐美大使，對遊說美國支持中華民國政府贡献甚多。赴美上任前，蒋中正与顾维钧谈话，讨论国共问题时顾表示，为实现政治上的统一，使用武力不失为一项办法。
1947年1月9日，駐美大使顧維鈞在世界問題協會講演，指責雅爾塔協議使蘇聯重新進入中國東北及東北亞:82611月16日，顧維鈞與美國副國務卿艾奇遜會晤，就日本對華賠償等事磋商:8267。2月17日，顧「訪晤馬歇爾商談中美經濟互助」，討論中國財政危機，希望日本賠償早日實行，並提出美國援助中國之五項要求:8290。2月18日，駐美大使顧維鈞在紐約中美工商會議上發表演說，促請美國增加對華援助:8291。6月17日，顧維鈞訪美國副國務卿克萊頓，商討亞洲經濟復興問題；顧提議將「馬歇爾經濟援助歐洲計劃」擴展至亞洲，並提出中國分享日本國內工業資產賠償計劃:8372。6月23日及25日，顧維鈞在華盛頓先後會晤美國助理國務卿索普和馬歇爾，要求延長5億美元貨款之撥款期，此外至少再提供2億美元貸款，無果:8374。7月3日，顧維鈞致電外交部，已向美國國務院提出貨款具體計劃:8378。8月7日，顧維鈞與美國助理國務卿亞莫爾會晤，顧表示中國同意盡早召開對日和會，惟正式和會須在中國舉行:8394-8395。
1948年8月17日，駐美大使顧維鈞晤訪美國國務卿馬歇爾，催促美國加速接濟軍需物資:8660。在国共决战到了分出胜负的最后关头，顾氏选择国民党。在回忆录中写道：“许多中国的自由主义分子确实认为可以同共产党共事，甚至到了1948年他们也还是这样想，以求实现变革，因为他们对当时的政府十分厌恶和不满。”、“想不到共产党人所作所为竟完全背离中国人的传统观念。我只是认为他们打仗是为了夺取政权……不会象诸如俄国革命时俄国共产党人那样行事……我没有想到他们竟会走极端,他们的行事竟完全违反我国的传统和我国的政治哲学。”1948年9月24日济南被华东野战军攻克。9月29日，驻美大使顾维钧收到蒋介石致杜鲁门的密电，呼吁美国提供特别援助。顾氏感到：“密电措辞极为迫切，语气近乎告急。”争取到更多的美援，已成为挽救国民党政权的唯一指望，顾维钧倾全力游说美国朝野。1948年9、10月间，顾氏在与访美的中国财政部长王云五的两次谈话中，主张不惜以国家主权为代价，以求将美国拖入中国内战。9月，顾对王说：“今后争取美援不必拘泥于货币的形式，而是要求美方“派遣军事技术人员进行支援。重要的是使美国参与我们的军事行动并得到他们全面合作”；“当我们寻求美国全面援助时，应避免提出我国的主权问题”，因为“美国在本质上并不是帝国主义”。10月，顾再次对王说：“我重申在中国面临共产党进攻的严重关头，不必担心美国干涉或侵犯中国主权的问题。我们应该担心的倒是美国不愿与我们通力合作，唯恐卷入我们的反共斗争。不必担心美国的帝国主义，因为共产党的叛乱被镇压下去以后美国将非常急于撤退它的人员。”顾氏特地以美国主动撤离菲律宾，恢复菲律宾独立地位的事实，来证明不必担心美国侵犯中国主权，以及美国不是帝国主义的论点。顾在美国频频发表演讲和谈话:“中国与中共作战，这实际上已经是在反抗苏联的扩张。”“我们和共产党战斗一天，就意味着为美国和东南亚各国争取到一天的时间。”此类谈话多不胜举。
当时美政界对蒋介石不满，一再试图扶持副总统李宗仁逼宫，顾氏一再出面为蒋辩护说：“在中国没有人比蒋委员长更爱国，更想为建设中国出力。他为人正直，工作勤奋，不过他的工作方法可能过时了。”1948年11月11日，顾氏拜访代理国务卿洛维特，探询美国对南京政府的援华要求，包括:“派遣美国军官到战场上指挥中国军队”、“需要几乎所有级别的美国军官，直至少尉”。对此洛维特的答复是：“问题本身实际已含有答复，就是『不行』。中国在遭受巨大挫折之后，要求美国政府指挥中国军队，这是没有道理的。”、“美国接到这种请求是在战局恶化之后，而不是以前。美国派军官指挥中国军队无异于为打内战负责，这自然是办不到的。”顾氏探询驻青岛美国海军的去留问题，洛维特答：“如果中国共产党进攻青岛，美国海军将不负防卫责任。那要由中国当局进行抵抗以保卫该市。这个原则也适用于上海或南京。”“美国当前在青岛和上海的地位和1943年以前不同，因为已于1943年放弃了在中国的治外法权。因此，美国无权也没有责任保卫青岛、上海或中国其他任何地方。那是中国政府的责任。”顾氏对这些答复颇觉“令人沮丧”。顾在回忆录中写道：“当我逐渐弄清楚这些情况之后，尽管有内部消息，我自己仍不能解答的一个主要问题是：在我们完成抗战大业后，为什么下坡路走得如此快，以致危及政府的继续存在，和為什麼共产党會得勝？直到目前我还不大能理解这一点。”
中共在1948年于《人民日报》发布的第一批43人“内战战犯”名单上，顾维钧位列第22。
中华民国政府遷往台北後，顧維鈞與外交部長葉公超曾代表中華民國於1954年與美國磋商《中美共同防禦條約》。

### 晚年

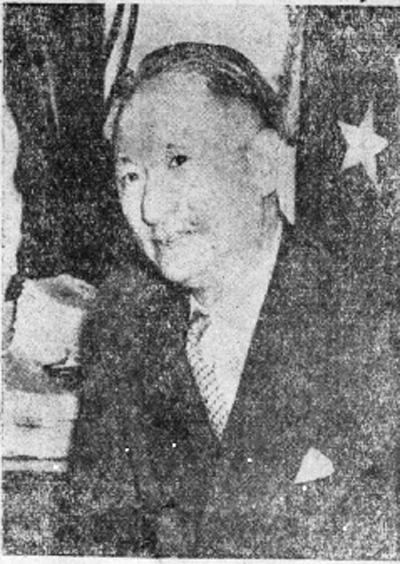
晚年的顾维钧

顧維鈞1956年從中華民國駐美國大使職務退休，被蒋中正聘為總統府資政，後來又擔任海牙国际法院法官、副院長。1967年於海牙退休，赴美定居。
晚年口述了计13卷，600餘万字的《顾维钧回忆录》，该著作后成为研究中国近现代外交的重要资料。顧維鈞與家屬另委託哥倫比亞大學保管其私人信函與文件，並未出版，研究者需專項申請方能閱覽。
1972年，出席第二十七届联合国大会的中华人民共和国代表团成员章含之受毛泽东之託拜见顾维钧。并邀请顧访问中国大陆，但被顧维钧以「身列共產黨戰犯名單」為由拒絕。
1985年11月14日，顾维钧在美国病逝。后时任中华人民共和国常驻联合国代表李鹿野前往麦克逊大道坎培尔殡仪馆吊唁。考量到與當時中華民國政府高層家族的密切關係，遺孀將顧的遗体葬於有孔祥熙、宋靄齡、宋子文的紐約芬克里夫墓園。2006年9月2日，顾维钧纪念铜像在上海福寿园落成。

## 家庭
顾维钧有过多段婚姻：

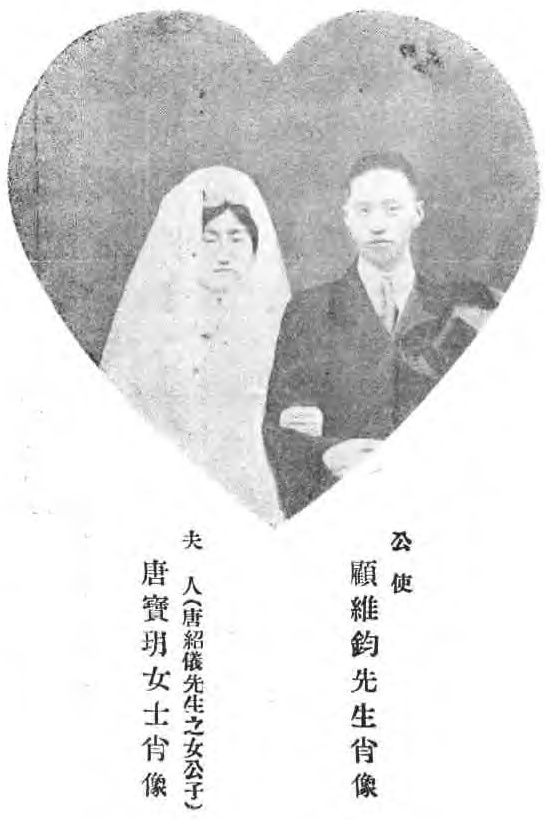
顧維鈞和唐寶玥

- 原配张润娥，父親是上海著名中醫张云骧，雙方家長很早就訂親，1908年結婚。婚後与太太同赴美國，1909年顾提离婚，张不置可否。1914年友好离婚后，张落发陆家观音堂。
- 二婚唐宝玥，唐绍仪（中华民国首任国务总理）与妾室所生庶女，1912年，唐宝玥看上已婚的顾维钧，要求顾离婚与其结婚。1914年顾维钧与原配妻子离婚，与唐寶玥结婚。唐寶玥外形不出众，但通曉英語，受過良好的西方教育，在顧維鈞擔任駐美公使期間，积极出席各种社交活动。但不幸在1918年，唐寶玥一次代替丈夫到費城出席外交場合，感染當時肆虐歐美的西班牙流感在美国病逝，留下一雙稚齡兒女，男孩顧德昌才兩歲，女孩顧菊珍出生才幾個月，令顧維鈞十分悲痛。
- 三婚黄蕙兰（1889年－1992年），是號稱「亚洲糖业大王」的印尼華僑富商黄仲涵元配妻子魏明娘所生的次女。1904年(15岁)赴美留學，1909年与英国驻三宝垄领事馆的官员结婚，生下一子，二人1915年分居，1919年正式离婚。1920年8月在巴黎的晚宴上与丧偶的顾维钧相识，两人随后在10月10日双十国庆酒会上宣布订婚，11月9日在比利时布鲁塞尔的中华民国领事馆结婚。生子顾裕昌、顾福昌。黃蕙蘭對於丈夫外交事业有极其重大的帮助。她擅長交際，通曉英、法、荷、馬來等語言，擅長音樂、舞蹈、書法、騎馬、開車。加上娘家鉅富，金錢用之不盡，讓顧維鈞與各國王公政要往來，毫無後顧之憂。在顧維鈞任駐美大使後的某一場合，一次幾位來訪的國內官員對他大加稱讚時，蔣宋美齡卻指著黃蕙蘭，提醒大家：「別忘了大使夫人也起了重要作用呀。」，黄蕙兰当时的时尚，艺术和当代文化均有重要影响。不過這段婚姻卻在1956年劃下句點：黃蕙蘭晚年回憶，顧維鈞事業心重，一心一意為工作打拚，經常冷落妻子；自己也因為出身富豪而太驕縱，被丈夫抱怨開銷奢侈、生活隨便，兩人逐漸貌合神離。另外根据张学良口述的回忆（由唐德刚执笔），早在1930年代，还作为杨夫人的严幼韵即已经同顾维钧有染[12]。 顾黄二人1956年离婚。她出版過兩本英文撰寫的自傳：1943年和華盛頓郵報專欄作家范·伦斯勒·泰勒（Mary Van Rensselaer Thayer）合作的《顾维钧传》（英語：Hui-lan Koo (Madame Wellington Koo): An Autobiography as Told to Mary Van Rensselaer Thayer）以及1975年和記者塔夫斯（Isabella Taves）合作的《No Feast Lasts Forever 》/ 中譯書名 《沒有不散的筵席：外交家顧維鈞夫人自述》。
- 四婚严幼韵（1905年－2017年），严子均与妾室杨俪芬所生庶女，严幼韵虽宣称其母为其父“第二任妻子”，然而其父正妻张氏直至1919年仍在世，嫡母去世后，其生母亦无被扶正记录。是復旦大學第一批女生。严幼韵是顾维钧下属楊光泩之妻，二人从1930年代开始婚外通奸，在黄蕙兰要求下，楊光泩1938年被调职中華民國駐菲律賓總領事，携严幼韵同往。太平洋戰爭爆發，日軍攻佔馬尼拉，楊光泩遭殺害，严幼韵携三女前往纽约投奔顾维钧，继续作顾的情妇，严在顾维钧介绍下到聯合國下属机构做文员。1956年顧維鈞与黄蕙兰顾离婚，1959年与严幼韵结婚。2015年严幼韵庆祝110岁生日，特出版口述自传《一百零九个春天：我的故事》。[13]

## 荣誉

### 勋章奖章
- 二等采玉勋章（中华民国，1934年10月10日公布）
- 基督大十字勋章（葡萄牙，1940年8月5日公布[14]）

## 著作
- 《外人在华之地位》
- 《顾维钧回忆录》

## 相關影視作品
- 电影《我的1919》，陈道明主演。讲述了顾维钧在巴黎和会上的努力。
- 电影《建党伟业》，亦由陈道明饰演。
- 电视剧《觉醒年代》，由何政军饰演。

## 延伸阅读
[在维基数据编辑]
 《游美同學錄·顧維鈞》，出自《游美同學錄》
 在维基共享资源阅览影像

## 外部連結
- 評上海復旦大學歷史系金光耀的「顧維鈞傳」，1999，河北人民出版 （页面存档备份，存于）
- 金光耀：「顧維鈞與美台防衛大陸沿海島嶼的交涉（1954.12～1955.2）」（页面存档备份，存于）
- 《金陵秋夢》：外交奇才顧維鈞 （页面存档备份，存于）

| 前任： 魏道明 | 中華民國駐美國大使 1946年－1956年                         | 繼任： 董显光            |
| 前任： 杜锡珪 | 中華民國大總統（代總理署任） 1926年10月1日－1927年6月16日 | 繼任： 無                |
| 前任： 杜锡珪 | 中華民國國務總理 1926年10月1日－1927年6月16日             | 繼任： 胡惟德 （代總理） |
| 前任： 孫寶琦 | 中華民國國務總理（代理） 1924年7月2日－1924年9月14日      | 繼任： 顏惠慶            |